# 贝图拉·马哈苏德
贝图拉·马哈苏德（1974年—2009年8月5日），巴基斯坦塔利班运动创始人兼第1任领导人，2007年12月他把5个军事组织统合成巴基斯坦塔利班运动，他的麾下有5,000名武裝分子，他在巴基斯坦制造了多起爆炸和杀人事件。
2009年8月5日贝图拉被美国无人侦察机用炸弹炸死。起初哈基穆拉·马哈苏德对外宣布贝图拉处于健康状态，但是巴基斯坦的阿塔尔·阿巴斯少將和美国白宫发言人罗伯特·吉布斯都宣布贝图拉已经丧生。2009年8月23日哈基穆拉·马哈苏德打电话给英国广播公司（BBC），说贝图拉在8月23日死亡，原因是8月5日的美国无人侦察机的空袭。2009年9月30日英国广播公司收到一份展示贝图拉身体的视频。

## 生平
1974年贝图拉·马哈苏德出生在巴基斯坦开伯尔-普赫图赫瓦省本努县的一个名叫“兰迪多格”的村庄的普什图人家庭，家中有5个兄弟。贝图拉虽然接受过教育，但是没有完成学业。
贝图拉还是一个青年时，他就经常从巴基斯坦跑到阿富汗去，并且加入了阿富汗塔利班。
2004年阿富汗塔利班领导人尼克·穆罕默德死亡后，贝图拉·马哈苏德接替了他，成为了一名领导人。
尼克·穆罕默德死亡后，贝图拉·马哈苏德和阿卜杜拉·马哈苏德共同治理他的塔利班势力，当巴基斯坦军队杀死了阿卜杜拉·马哈苏德之后，他接收了阿卜杜拉的军事集团，独自一个人治理。
阿卜杜拉·马哈苏德是一名塔利班领导人，他被描述成贝图拉·马哈苏德的兄弟。一些资料显示，他们俩是氏族战士或合作人。《伊斯兰在线》报道说阿卜杜拉·马哈苏德是一名双重间谍。
2005年贝图拉和巴基斯坦当局达成停战协议，他用“不再支持蓋達组织和阿富汗塔利班”换取“巴基斯坦当局在南瓦济里斯坦特区的治权”，私下里却仍然积蓄实力，壮大队伍。
2007年1月贝图拉·马哈苏德接受英国广播公司的采访，谈起和美国军队、英国军队的战斗。12月贝图拉正式对外宣布“巴基斯坦塔利班运动”，脱离阿富汗塔利班而自立门户，他和该组织获得了蓋達组织的援助，同时宣布“把美国人赶出巴基斯坦”。
2009年8月5日贝图拉·马哈苏德被美国空军无人侦察机空袭炸死，妻子也一同被炸死。贝图拉死后，哈基穆拉·马哈苏德接任他成为巴基斯坦塔利班运动领导人。